# Andrena halictoides
Andrena halictoides är en biart som beskrevs av Smith 1869. Andrena halictoides ingår i släktet sandbin, och familjen grävbin. Inga underarter finns listade i Catalogue of Life.